# Diocèse d'El Tigre
Le diocèse d'El Tigre (en latin : Diœcesis Tigrensis ; en espagnol : Diócesis de El Tigre) est un diocèse de l'Église catholique au Venezuela, suffragant de l'archidiocèse de Cumaná.

## Territoire

Carte des diocèses du Venezuela avec le diocèse d'El Tigre en rouge

Le territoire du diocèse est situé dans la partie sud de l'État d'Anzoátegui et possède une superficie de 22978 km2 avec 14 paroisses. Il est suffragant de l'archidiocèse de Cumaná avec son évêché à El Tigre.

## Histoire
Le diocèse est érigé le 31 mai 2018 en prenant sur le territoire sud  du diocèse de Barcelona. Deux semaines avant l'érection du diocèse, l'évêque de Barcelona annonce à José Manuel Romero Barrios qu'il est le nouvel évêque du nouveau diocèse d'El Tigre. Le pape François ordonne l'érection du nouveau diocèse à la fin du mois de mai. Le sanctuaire marial de Nuestra Señora del Valle est choisi pour servir de nouvelle cathédrale.

## Évêques
- José Manuel Romero Barrios (2018 -  )

## Sources
- http://www.catholic-hierarchy.org